# Stories Untold
Stories Untold est un jeu vidéo de type fiction interactive développé par No Code et édité par Devolver Digital, sorti en 2017 sur Windows et Mac.

## Accueil
- Adventure Gamers : 3/5[1]
- Canard PC : 8/10[2]
- Gameblog : 8/10[3]
- Gamekult : 8/10[4]
- Jeuxvideo.com : 13/20[5]